# Эльвюсау
Э́львюсау (исл. Ölfusá — «река Эльвюса») — река в Исландии.
Река Эльвюсау находится в южной части Исландии. Появилась в результате слияния рек Хвитау и Сог в районе горы Ингоульфсфьядль, откуда Эльвюсау далее течёт широким потоком. В районе города Сельфосс река сужается и течёт через лавовое поле Тьорсархраун. Затем Эльвюсау снова становится шире, и в районе впадения в Атлантический океан достигает ширины в 5 километров, создавая таким образом устье — одно из самых широких в Северной Европе. Расстояние от Сельфосса до устья реки составляет 25 километров.
Эльвюсау, наряду с рекой Тьоурсау, является наиболее многоводной в Исландии. В среднем она летом переносит 330—470 м³/сек, зимой — 300—500 м³/сек, иногда проток достигает 2500 м³/сек. Во время таяния ледников на реке создаётся угроза наводнений. Из-за разливов Хвитау и Эльвюсау считаются самыми опасными реками в Исландии.
Богата рыбой, особенно лососёвыми.